# Culex schicki
Culex schicki är en tvåvingeart som beskrevs av Berlin 1969. Culex schicki ingår i släktet Culex och familjen stickmyggor. Inga underarter finns listade i Catalogue of Life.